# Snape (band)
Snape was een Amerikaanse bluesrockband.

## Bezetting
- Ian Wallace (drums)
- Mel Collins (zang, saxofoon, fluit, klarinet, keyboards)
- Raymond Burrell[2] (basgitaar)

## Geschiedenis
Steve Marriott, toentertijd bij Humble Pie, nodigde Alexis Korner en Peter Thorup uit voor een tournee door de Verenigde Staten. Ze speelden tot deze tijd samen met hun bigband CCS en zouden de openingsband zijn voor Humble Pie. Op dit moment was ook King Crimson op tournee door de Verenigde Staten. In Virginia kwam de King Crimson-drummer Ian Wallace bij hun op het podium en speelde met hen. Wallace stelde Korner zijn beide bandcollega's Mel Collins en Boz Burell voor. Daarmee was Snape geformeerd en moest King Crimson opnieuw worden bezet.
Accidentally Born In New Orleans en enkele singles werden opgenomen en bovendien verscheen het livealbum Live in Germany. Er kwamen meerdere liveoptredens bij de BBC, echter na een korte tijd ging de band weer uit elkaar. Afgezien van Rocket 88, waarbij Korner van 1979 tot 1984 speelde, was dit zijn laatste band. Bij Rocket 88 behoorde hij niet tot de vaste bezetting. Boz Burell ging naar Bad Company en Mel Collins werd een gevraagd studiomuzikant.

## Discografie
- 1972: Accidently Born in New Orleans
- 1972: Live in Germany